# اس‌اس ایستفیلد
اس‌اس ایستفیلد (به انگلیسی: SS Eastfield) یک زیردریایی بود که طول آن ۸۷٫۲ متر (۲۸۶ فوت ۱ اینچ) بود. این زیردریایی در سال ۱۹۰۱ ساخته شد.